# Bataille de Gang Toi
Guerre du Viêt Nam
Batailles
La bataille de Gang Toi est un engagement entre les forces armées australiennes et les forces armées vietcong lors de la guerre du Viêt Nam qui se déroule le 8 novembre 1965.